# High Barton
High Barton var en civil parish 1866–1894 när det uppgick i Barton, i grevskapet Westmorland (nu Cumbria), i England. Civil parish var belägen 4 km från Penrith och hade 314 invånare år 1891.